# Hunky Dory (film)
Hunky Dory is een Britse musicalfilm uit 2011, geregisseerd door Marc Evans.

## Verhaal
De film speelt zich af in de zomer van 1976 in Wales. Vivienne is een lerares Engels. Haar leerlingen zijn alleen geïnteresseerd in het luisteren naar glamrock en tijd doorbrengen buiten school. Om hun aandacht te trekken, besluit Vivienne het toneelstuk De storm van William Shakespeare met hen op te voeren in de stijl van een moderne musical.

## Rolverdeling
| Acteur            | Personage     |
| ----------------- | ------------- |
| Minnie Driver     | Vivienne      |
| Aneurin Barnard   | Davey         |
| Owen Teale        | Davey's vader |
| Haydn Gwynne      | Mrs Valentine |
| George MacKay     | Jake Zeppi    |
| Danielle Branch   | Stella        |
| Tom Rhys Harries  | Evan          |
| Kristian Gwilliam | Hoople        |
| Adam Byard        | Lewis         |
| Kimberley Nixon   | Vicki         |
| Kayleigh Bennett  | Dena          |
| Darren Evans      | Kenny         |
| Jodi Davis        | Mandy         |
| Robert Pugh       | rector        |
| Steve Speirs      | Mr. Cafferty  |

## Release
De film ging in première op 25 oktober 2011 op het Filmfestival van Londen.

## Ontvangst
Op Rotten Tomatoes heeft Hunky Dory een waarde van 54% en een gemiddelde score van 5,40/10, gebaseerd op 46 recensies. Op Metacritic heeft de film een gemiddelde score van 46/100, gebaseerd op 15 recensies.

## Prijzen en nominaties
| Jaar | Prijs              | Categorie                           | Genomineerde(n) | Uitslag     |
| ---- | ------------------ | ----------------------------------- | --------------- | ----------- |
| 2012 | South by Southwest | Narrative Spotlight (publieksprijs) | Marc Evans      | Genomineerd |